# Serra de’ Conti
Serra de’ Conti ist eine italienische Gemeinde mit 3560 Einwohnern (Stand 31. Dezember 2023) in den Marken.

## Geografie
Der Ort liegt etwa 40 km westlich von Ancona im zentralen Teil der Provinz Ancona. Die Adriaküste ist bei Senigallia etwa 25 km von Serra de’ Conti entfernt. Erreichen kann man den Ort von Senigallia aus über die SP 360 (Arceviese).
Zu den Ortsteilen gehört Osteria.
Die Nachbarorte sind Arcevia, Barbara, Montecarotto und Ostra Vetere.

## Sehenswürdigkeiten
Serra de’ Conti besitzt eine Stadtmauer, die fast zur Gänze erhalten geblieben ist. Das Rathaus beherbergt eine Ausstellung über die Kunst der Klosterschwestern. Eindrucksvoll ist auch das Gebäude des Klosters Santa Maria Maddalena aus dem 16. Jahrhundert. Gleich daneben liegt die Kirche der Maddalena, die im Inneren im Barockstil ausgestaltet ist.

## Veranstaltungen
- Das Fest des Seligen Gherardo am 16. November
- Der Jahresmarkt, stets an dem dem 16. November folgenden Sonntag
- Das Cicerchiafest am letzten Wochenende im November

## Partnergemeinden
- Serra de’ Conti ist eine Partnergemeinde der französischen Gemeinde Knutange.